# Spektrin
Spektrin ist ein Proteinkomplex und ein wesentlicher Bestandteil des Zytoskeletts der Erythrozyten, kommt aber auch in anderen Zellen vor. Es stabilisiert zusammen mit Aktin die Innenseite der Zellmembran und somit die gesamte Zelle. Genetische Defekte im SPTA1-Gen verursachen die Erbkrankheiten der hereditären Sphärozytose Typ 3, Hereditäre Elliptozytose Typ 2 und Pyropoikilozytose.
Mutationen im SPTB-Gen können Sphärozytose Typ 1 und Elliptozytose Typ 3 verursachen.
Mutationen im Gen SPTBN2, das das Protein betaIII-Spektrin kodiert, verursachen beim Menschen die spinozerebelläre Ataxie Typ 5 (SCA5). In einem Mausmodell wurde gefunden, dass ohne das full-length betaIII-Spektrin die Symptome der humanen SCA5 reproduziert werden. Dazu gehören Gang-Ataxie, Tremor, Verlust der motorischen Koordination, Verlust von Purkinjezellen und Kleinhirn-Atrophie.